# Frédéric de Castillon
Frédéric de Castillon (* 22. September 1747 in Lausanne; † 27. Januar 1814 in Berlin), deutsch Friedrich (Adolf Maximilian) Gustav (von) Castillon, war ein Wissenschaftler, Übersetzer und Professor der Philosophie an der späteren Ritterakademie in Berlin sowie ein Freimaurer.

## Herkunft
Frédéric de Castillon war der Sohn von Giovanni Francesco Mauro Melchiore Salvemini (1708–1791), einem aus der Toskana stammenden Mathematiker und Philosophen mit dem selbstgewählten Namen Jean Castillon und dessen erster Ehefrau Elisabeth du Frèsne (gestorben 1757). Über die Kindheit Frédérics ist nichts bekannt, er kam 1763 mit seinem Vater nach Berlin.

## Wirken
Castillons erste große Arbeit bestand in der Übersetzung von Euklids Elementen aus dem Griechischen ins Französische (erschienen 1767). Eine weitere umfangreiche Übersetzung war die des fünfbändigen Werks des Gartentheoretikers Christian Cay Lorenz Hirschfeld, die als Théorie de l’art des jardins zwischen 1779 und 1785 in Leipzig zeitgleich mit der deutschen Ausgabe erschien. Bei der Arbeit soll auch der Philosoph Johann Georg Sulzer (1720–1779) mitgewirkt haben.
Er trat mit Abhandlungen zu Logik und musikwissenschaftlichen Themen in gelehrten Zeitschriften hervor. 1780 und 1782 gewann er zwei zu wissenschaftlichen Fragen ausgelobte Preise. 1787 wurde er zum Professor für Philosophie an der adeligen Militärakademie und Artillerieakademie (später Ritterakademie) in Berlin bestellt, und 1786 wurde er als ordentliches Mitglied in die Preußische Akademie der Wissenschaften aufgenommen, 1800 erfolgte die Ernennung zum Direktor der Philosophischen Klasse der Akademie.
Castillon war als Freimaurer Mitglied mehrerer Logen (1772, „Pegase“, Berlin), auch Stifter („Pilgrim“, Meister vom Stuhl) und ab 1782 als Landesgroßmeister in führender Stellung („Große Landesloge der Freimaurer von Deutschland“, 1782–1789 und 1799–1814). 1810 war Castillon an der Gründung des „Freimaurervereins der drei Großlogen zu Berlin“ beteiligt.
Castillon versuchte an den wissenschaftlichen Erfolg seines Vaters anzuknüpfen, es gelang ihm jedoch nicht, eine vergleichbare Position wie dieser zu erreichen. Er überlebte als einziges von drei Kindern seinen Vater.

## Schriften (Auswahl)
In den Mémoires de l’Académie royale des sciences et belles-lettres depuis l’avènement de Frédéric Guillaume III au trône erschienen von Frédéric de Castillon:
- Réflexions sur la logique (Jahrgang 1802, S. 29–49; erschienen 1804)
- Mémoire sur un nouvel algorithme logique (Jahrgang 1803, S. 3–24; erschienen 1805)
- Recherches sur le principe du beau et sur son application à la musique (Jahrgang 1804, S. 3–19; erschienen 1807)

## Weblink
- Eintrag im Mitgliederverzeichnis der Preußischen Akademie der Wissenschaften

| Personendaten    | Personendaten |
| ---------------- | --- |
| NAME             | Castillon, Frédéric de |
| ALTERNATIVNAMEN  | Castillon, Friedrich; Castillon, Friedrich von; Castillon, Friedrich Adolph Maximilian Gustav; Castillon, Frédéric Adolphe Maximilien Gustave |
| KURZBESCHREIBUNG | Schriftsteller und Übersetzer, deutscher Universitätslehrer der Philosophie                                                                   |
| GEBURTSDATUM     | 22. September 1747 |
| GEBURTSORT       | Lausanne |
| STERBEDATUM      | 27. Januar 1814 |
| STERBEORT        | Berlin |